# Flying Turtle Games
Pour les articles homonymes, voir Turtle et Games.
Flying Turtle Games est un éditeur de jeux de société basé au Canada et créé par Jean Vanaise. Il s'agit du nom commercial de la société Big Bad Wolf dont la devise est « We're not big, we're not bad, but we are wolfes » (Nous ne sommes pas grands, nous ne sommes pas méchants mais nous sommes des loups).

## Jeux édités
- Chicago, 1986, Jean Vanaise
- Dame 2000, 1987, Jean Vanaise
- Magellan, 1987, Michel Fallon
- Shark, 1987, Jean Vanaise
- Restaurant, 1987, Roland Siegers
- Pyramidis, 1988, Roland Siegers
- Kalahen, 1989, Jean Vanaise et Philippe Janssens
- Murphy, 1989, Rik van Even
- Max X, 1990, Peter Neugebauer
- Sindbad, 1990, Jean Vanaise, E. Duchatel et J.-P. Postel